# Muziek in 1976

Dit artikel gaat over muziek uit het jaar 1976

Dit artikel gaat over muziek uit het jaar 1976.

## Klassieke muziek
- 19 april: eerste uitvoering van Strijkkwartet nr. 14 van Vagn Holmboe
- 27 juli: vermoedelijk eerste openbare uitvoering van Symfonie nr. 9 van Havergal Brian
- 20 augustus: eerste uitvoering van Strijkkwartet nr. 13 van Vagn Holmboe
- 1 september: eerste uitvoering van Strijkkwartet nr. 3 van Pehr Henrik Nordgren
- 17 september: eerste uitvoering van Symfonie nr. 29 van Havergal Brian
- 24 september: eerste uitvoering van Symfonie nr. 30 van Havergal Brian
- 5 oktober: eerste uitvoering van Symfonie nr. 20 van Havergal Brian
- 18 oktober: eerste uitvoering van Strijkkwartet nr. 6 van Boris Tsjaikovski
- 22 oktober: eerste uitvoering van Mi-parti van Witold Lutosławski
- 19 november: eerste uitvoering van Symfonie nr. 4 van Avet Rubeni Terterian

## Popmuziek
The Beatles krijgen in januari een bod van 30 miljoen dollar voor een reünieconcert. Het bod wordt gedaan door Bill Sargent, een concertorganisator. Tevergeefs, het zal niet komen tot een reünie van deze befaamde popgroep. Ook het live op televisie uitgebracht bod van 3000 dollar van Lorne Michaels, de producent van Saturday Night Live brengt niet het gewenste resultaat. In mei zal Paul McCartney en Wings wel door de Verenigde Staten toeren, met de Wings over America tour. Voor McCartney is het de eerste keer in tien jaar dat hij in Amerika optreedt.
Het verzamelalbum Their Greatest Hits (1971 - 1975) van Eagles behaalt als eerste album in de geschiedenis een platina plaat. Deze onderscheiding representeert meer dan 1 miljoen verkochte albums. De prijs kan al na een week na het uitkomen van het album worden uitgereikt.
Elton John wordt inmiddels vereeuwigd in de Londense vestiging van Madame Tussauds. In maart van dit jaar wordt een wassen beeld van de Britse popster in de collectie opgenomen.
In mei komen de leden van ABBA in het nieuws. Geruchten uit de Duitse pers melden dat alle leden, behalve Anni-Frid Lyngstad bij een vliegtuigongeluk om het leven zijn gekomen. Het gerucht wordt al snel ontkracht. Later dat jaar wordt het beroemde ABBA logo ten doop gehouden, met de omgekeerde B.
In september wordt door Bono, The Edge, Adam Clayton en Larry Mullen, Jr de band Feedback opgericht. Later zal deze band worden omgedoopt naar U2. Andere bands die in dit jaar worden opgericht zijn Elvis Costello and the Attractions, Foreigner, Iron Maiden, The Cure en Cheap Trick.

### Albums
- Arrival - ABBA
- High Voltage - AC/DC
- Rocks - Aerosmith
- Joan Armatrading - Joan Armatrading
- Children of the World - Bee Gees
- Technical Ecstasy - Black Sabbath
- We Sold Our Souls For Rock 'n' Roll - Black Sabbath
- Blondie - Blondie
- Agents Of Fortune - Blue Öyster Cult
- Boston - Boston
- Station to Station - David Bowie
- Troubadour - J.J. Cale
- Song Of Joy - Captain & Tennille
- A Kind of Hush - The Carpenters
- Chicago X - Chicago
- Alice Cooper Goes to Hell - Alice Cooper
- Destroyer - KISS
- Coup de chapeau au passé - Dalida
- Come Taste the Band - Deep Purple
- Slow Down World - Donovan
- Desire - Bob Dylan
- Their Greatest Hits (1971-1975) - Eagles
- Hotel California - Eagles
- Works Volume I - Emerson, Lake & Palmer
- Fitzgerald and Pass... Again - Ella Fitzgerald, Joe Pass
- Fleetwood Mac - Fleetwood Mac
- Frampton Comes Alive! - Peter Frampton
- A Trick of the Tail - Genesis
- Wind and Wuthering - Genesis
- Bigger Than Both of Us - Hall & Oates
- Jaco Pastorius - Jaco Pastorius
- Oxygene - Jean-Michel Jarre
- M.U. --- Best of - Jethro Tull
- Too Old to Rock 'n' Roll: Too Young to Die! - Jethro Tull
- Turnstiles - Billy Joel
- Blue Moves - Elton John
- Wanted! The outlaws - Waylon Jennings, Jessi Colter, Willie Nelson & Tompall Glaser
- Look into the Future - Journey
- Sad Wings of Destiny - Judas Priest
- Summertime Dream - Gordon Lightfoot
- Leftoverture - Kansas
- Rock 'n' Roll Over - KISS
- Presence - Led Zeppelin
- The Song Remains the Same - Led Zeppelin
- One More from the Road - Lynyrd Skynyrd
- Rastaman Vibration - Bob Marley & the Wailers
- Wings at the Speed of Sound - Wings
- Wings over America - Wings
- Kate & Anna McGarrigle - Kate & Anna McGarrigle
- The Mini-Album - Sex Pistols (live EP)
- Fly Like an Eagle - Steve Miller Band
- Hejira - Joni Mitchell
- Come on Over - Olivia Newton-John
- Free-for-All - Ted Nugent
- Howlin' Wind - Graham Parker & the Rumour
- Tom Petty & the Heartbreakers - Tom Petty & the Heartbreakers (debuut)
- A Day at the Races - Queen
- Rainbow Rising - Rainbow
- The Ramones - Ramones
- Music, Music - Helen Reddy
- Home Plate - Bonnie Raitt
- Rock 'n Roll Heart - Lou Reed
- REO - REO Speedwagon
- Black and Blue - The Rolling Stones
- Hasten Down the Wind - Linda Ronstadt
- The Runaways- The Runaways
- 2112 - Rush
- Virgin Killer - Scorpions
- Another Passenger - Carly Simon
- Silk Degrees - Boz Scaggs
- Blue For You - Status Quo
- The Royal Scam - Steely Dan
- Both Sides of Ray Stevens - Ray Stevens
- Just for the Record - Ray Stevens
- Misty - Ray Stevens
- Year of the cat - Al Stewart
- Atlantic Crossing - Rod Stewart
- A Night on the Town - Rod Stewart
- Crystal Ball - Styx
- A Love Trilogy - Donna Summer
- Four Seasons Of Love - Donna Summer
- Give Us a Wink - The Sweet
- Legalize It - Peter Tosh
- Blackheart Man - Bunny Wailer
- Small Change - Tom Waits
- Songs in the Key of Life - Stevie Wonder
- Zoot Allures - Frank Zappa
- Warren Zevon - Warren Zevon

## Grammy Awards
- 18e Grammy Awards

## Wedstrijden
- Eurovisiesongfestival 1976

## Festivals
- Pinkpop

Muziek in: 1940 · 1941 · 1942 · 1943 · 1944 · 1945 · 1946 · 1947 · 1948 · 1949 · 1950 · 1951 · 1952 · 1953 · 1954 · 1955 · 1956 · 1957 · 1958 · 1959 · 1960 · 1961 · 1962 · 1963 · 1964 · 1965 · 1966 · 1967 · 1968 · 1969 · 1970 · 1971 · 1972 · 1973 · 1974 · 1975 · 1976 · 1977 · 1978 · 1979 · 1980 · 1981 · 1982 · 1983 · 1984 · 1985 · 1986 · 1987 · 1988 · 1989 · 1990 · 1991 · 1992 · 1993 · 1994 · 1995 · 1996 · 1997 · 1998 · 1999 · 2000 · 2001 · 2002 · 2003 · 2004 · 2005 · 2006 · 2007 · 2008 · 2009 · 2010 · 2011 · 2012 · 2013 · 2014 · 2015 · 2016 · 2017 · 2018 · 2019 · 2020 · 2021 · 2022 - 2023